# Săcășeni
Săcășeni là một xã thuộc hạt Satu Mare, România. Dân số thời điểm năm 2002 là 1352 người.